# Tap d'orella

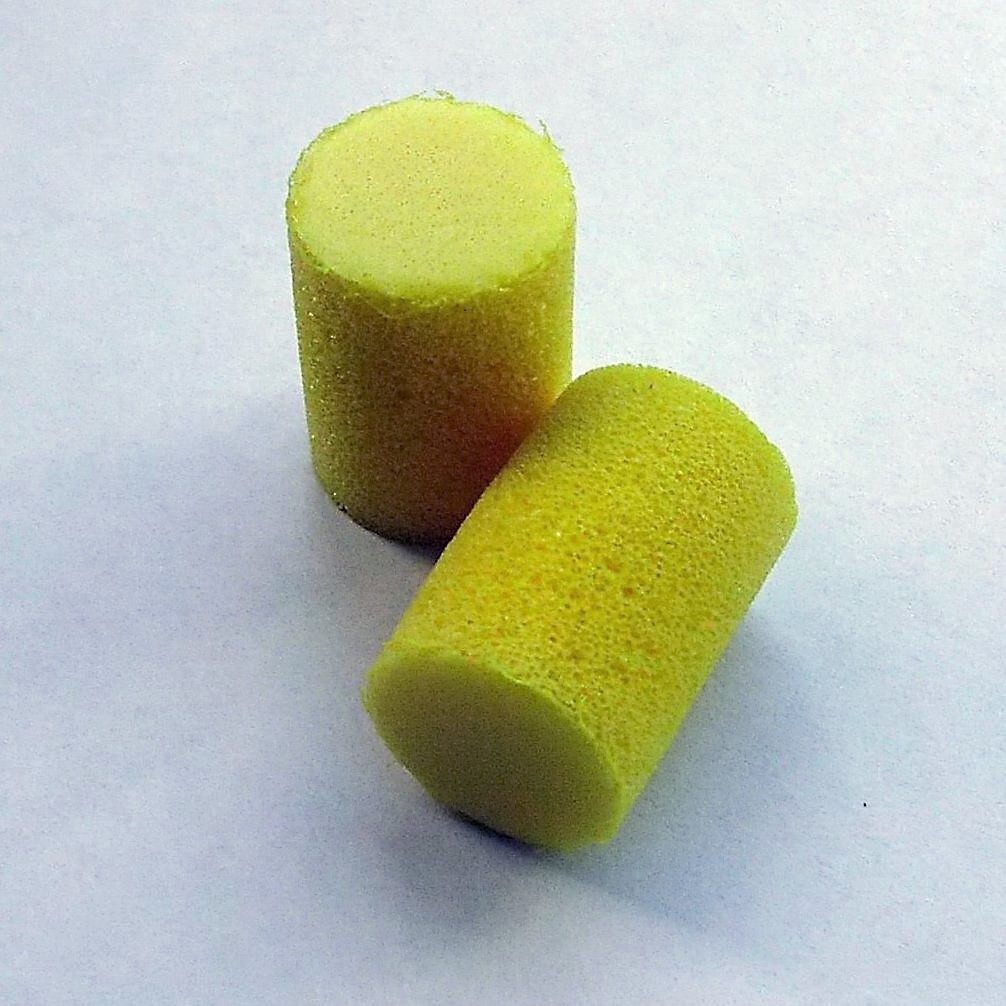
Taps d'un sol ús.

Els taps d'orella són una peça de protecció que s'insereix en el canal auditiu extern per tal d'evitar danyar la capacitat d'audició de qui els porta. S'usen en ambients amb sorolls molt forts, o per evitar que entre l'aigua, sorra o vent.
Encara que els taps de cera s'empraven des de fa molts més anys, l'invent del producte modern va ser realitzat per Chung Lee Tong en 1922, i produït en sèrie per exportar a diferents països per l'empresa Cotton®.

## Usos
Aquest tipus de protecció és la que fan servir els treballadors que han d'estar a prop de maquinària pesada sorollosa (UTC) més alta de 80 dB durant períodes molt llargs. Per exemple, compressors, trepants, motoserres, i altres (sobretot, màquines usades en la construcció). Alguns músics que toquen estils forts, com el rock, porten taps en els seus concerts per tal d'evitar quedar-se sords. Ja que redueixen el volum dels sons, els taps poden ajudar a evitar la pèrdua d'audició i el tinnitus (brunzit a les orelles), entre altres coses.
Es poden usar en natació, per evitar que entri aigua dins l'orella, encara que el casquet de natació ja cobreix d'alguna manera les orelles. Aquests taps abans solien ser de cera i s'han d'adaptar a cada orella. També redueixen una mica l'audició. Els taps també es poden usar perquè no entri sorra a les orelles en llocs on n'hi hagi molta i a més a més faci vent.

## Característiques

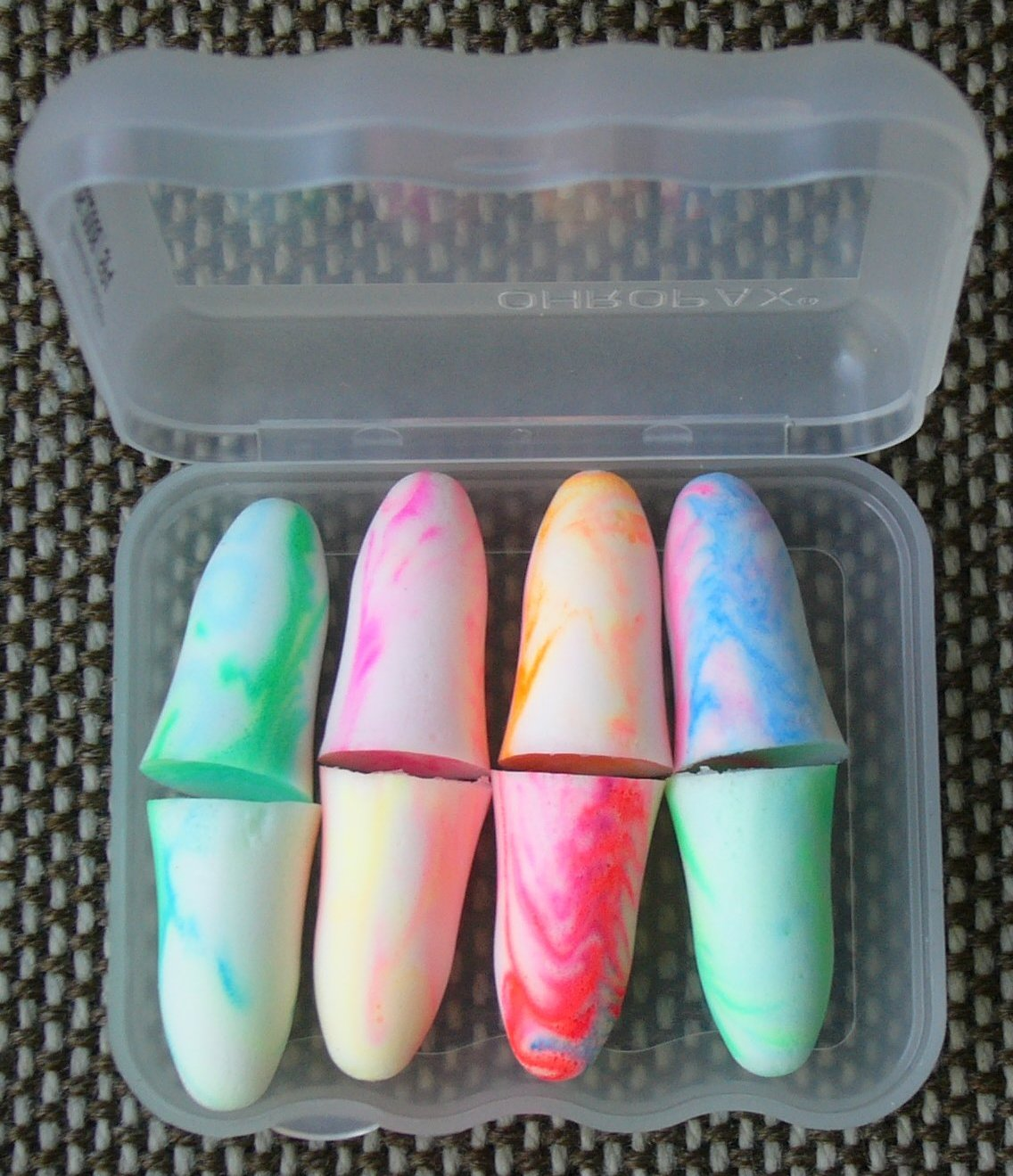
Taps amb forma cònica.

N'hi ha d'un sol ús o reutilitzables. Són típics els d'escuma groga, un sol ús, i molt barats. Es poden comprar a les farmàcies en paquets individuals, o de 2 taps per paquet. Normalment estan fets d'una escuma tova, tot i que n'hi ha de silicona, vinil, cera, cotó, elastòmers, i altres materials.

Alguns (sobretot els reutilitzables) poden estar connectats amb una cordó, que, a part d'evitar que es perdin, faciliten que sigui més senzill treure'ls estirant. Els reutilitzables poden estar fets a mida per a l'orella de cada usuari. Si es cuiden bé, poden durar des de dies fins a anys. Per motius d'higiene i per evitar infeccions, no han de ser reutilitzats per una altra persona.

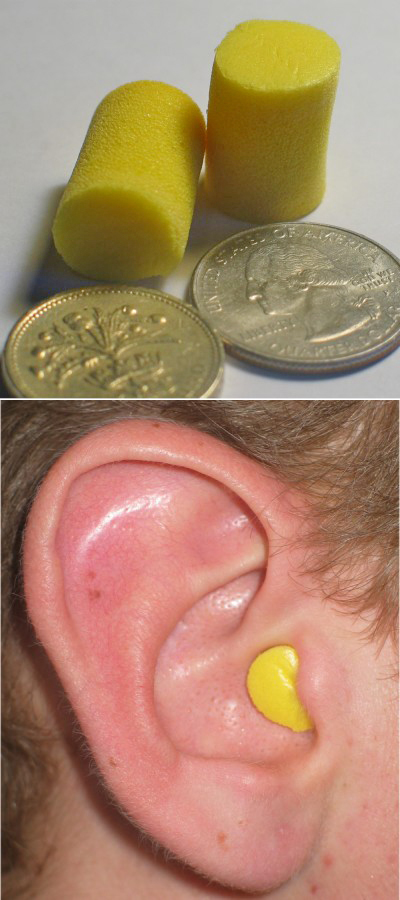
Taps d'escuma d'un sol ús, fora de l'orella (amb unes monedes per veure la seva grandària) i dins de l'orella.

## Col·locació
Un tap d'escuma ha de quedar totalment dins de l'orella (vegeu foto). És normal col·locar-lo malament, de manera que sobresurti, i així no s'aconsegueix la protecció adequada. Els passos recomanats pels fabricants són:
1. amb les mans netes, pressionar i comprimir el tap fins que quedi un cilindre fi, sense arrugues ni duplicitats
2. mentre amb una mà se subjecta la part de dalt de l'orella, amb l'altra introduir el tap al canal auditiu
3. mantenir el dit apretant uns moments, per assegurar-se que s'expandeixi dins de l'orella, i no fora. S'anirà notant la reducció de soroll mentre s'expandeix
4. comprovar en un mirall si el tap ha quedat ficat del tot

Altres taps no necessiten comprimir-se; simplement s'empenyen cap a dins. Aquest tipus de tap és més apropiat per a entorns en els quals els treballadors no puguin tenir les mans netes.

## Nivell de protecció
Cada model ha d'indicar clarament i tenir a la vista de l'usuari el nivell d'atenuació de soroll que aconsegueixen. A la caixa hi haurà les sigles SNR, juntament amb un nombre que indica quants decibels aconsegueixen reduir els taps si es col·loquen bé. En uns taps normals, això pot ser 28 dB. Aquest nivell de reducció no impedeix entendre una conversa a volum normal, encara que s'escoltarà més fluixa.
Cal anar amb compte en no fer servir una protecció excessiva, ja que si es redueix massa el soroll ambiental, el treballador no podrà escoltar les veus i haurà de llevar-se els taps contínuament. Segons  Arxivat 2006-01-11 a Wayback Machine., baixar més de 15 dB del valor desitjat, aïlla massa a l'usuari.

## Protecció real dels treballadors
L'atenuació del soroll és molt variable a la pràctica i rarament correspon a la SNR. Per exemple, de 35 a 0 decibels.
Els estudis científics han demostrat que el risc de pèrdua auditiva es redueix, però només lleugerament.

Mesura de l'atenuació del soroll de fàbrica, (Hearing protection fit-testing). Austràlia, 2021.

Els experts aconsellen mesurar individualment l'atenuació acústica dels treballadors.

## Desavantatges
Portar taps no és tan còmode com no portar-los. Causen sensacions estranyes, com una pressió al cap o una alteració en la percepció de la pròpia veu. Són coses a les que un usuari ha de acostumar-se, encara que si li causen problemes majors (com mal de cap), té altres sistemes disponibles.
De vegades es diu que redueixen poc el so. Segons , la meitat dels treballadors que fan servir un mecanisme protector, només aprofita el 50% d'aquest perquè no els fan servir contínuament o no se'ls posen bé. En posar-se correctament els protectors, un ha sentir la seva pròpia veu més forta; si no passa és que no estan ben posats (vegeu la foto per comprovar com de ficats està el tap, gairebé sense sobresortir).
També es pot pensar que un treballador podria deixar d'escoltar sons que són importants, com algun problema en les màquines, o un avís d'una altra persona. No obstant això, l'usuari pot detectar i prevenir aquests problemes. Una persona sense problemes auditius seguirà podent entendre una conversa normal.

## Altres mecanismes
A part dels taps, hi ha altres formes d'evitar el soroll. Per exemple, hi ha dispositius electrònics que es porten a l'orella (com uns auriculars) que cancel·len els sons forts mentre amplifiquen els lleus fins a un nivell normal. Naturalment, són molt més cars que els taps d'escuma. Per sorolls molt forts, els taps no seran suficient. Hi orelleres, que són dos cascs que cobreixen les orelles, connectats per una banda per sobre del cap; com uns auriculars d'escoltar música, però fets només per evitar que entri el so. És un mètode molt usat pels obrers que fan servir trepants.
Els taps van millor per a anul·lar baixes freqüències, mentre que les orelleres van millor per reduir les altes freqüències. També es poden usar ambdues alhora si el nivell de soroll és molt alt (105 dB).